# Ban Bí thư Ban Chấp hành Trung ương Đảng Cộng sản Liên Xô khóa XXI (1959–1961)
Ban Bí thư Ban Chấp hành Trung ương Đảng Cộng sản Liên Xô khóa XXI (1959-1961) được bầu tại Hội nghị Trung ương lần thứ nhất của Ban chấp hành Trung ương Đảng Cộng sản Liên Xô khóa XXI được tổ chức ngày 5 tháng 2 năm 1959.

## Ủy viên
| Tên (sinh–mất)                   | Bắt đầu  | Kết thúc   | Thời gian       | Ghi chú                                              |
| -------------------------------- | -------- | ---------- | --------------- | ---------------------------------------------------- |
| Nikita Khrushchev (1894–1971)    | 5/2/1959 | 17/10/1961 | 2 năm, 254 ngày |                                                      |
| Averky Aristov (1903–1973)       | 5/2/1959 | 4/5/1960   | 7 năm, 62 ngày  | Miễn nhiệm tại Hội nghị lần thứ 16.                  |
| Leonid Brezhnev (1906–1982)      | 5/2/1959 | 16/7/1960  | 1 năm, 162 ngày | Miễn nhiệm tại Hội nghị lần thứ 17.                  |
| Yekaterina Furtseva (1910–1974)  | 5/2/1959 | 4/5/1960   | 1 năm, 89 ngày  | Miễn nhiệm tại Hội nghị lần thứ 15.                  |
| Alexei Kirichenko (1908–1975)    | 5/2/1959 | 5/4/1960   | 1 năm, 60 ngày  | Miễn nhiệm tại Hội nghị lần thứ 15.                  |
| Frol Kozlov (1908–1965)          | 5/4/1960 | 17/10/1961 | 1 năm, 195 ngày | Bí thư thứ 2 Ban Bí thư Bầu tại Hội nghị lần thứ 15. |
| Nikolay Ignatov (1901–1966)      | 5/2/1959 | 5/4/1960   | 1 năm, 60 ngày  | Miễn nhiệm tại Hội nghị lần thứ 15.                  |
| Otto Wille Kuusinen (1881–1964)  | 5/2/1959 | 31/11/1961 | 2 năm, 268 ngày |                                                      |
| Nuritdin Mukhitdinov (1917–2008) | 5/2/1959 | 17/10/1961 | 2 năm, 254 ngày |                                                      |
| Pyotr Pospelov (1898–1979)       | 5/4/1960 | 17/10/1961 | 1 năm, 195 ngày | Bầu tại Hội nghị lần thứ 15.                         |
| Mikhail Suslov (1902–1982)       | 5/2/1959 | 17/10/1961 | 2 năm, 254 ngày | —                                                    |